# 滇南安息香
滇南安息香（学名：Styrax benzoides）为安息香科安息香属下的一个种。

## 扩展阅读
- 維基物種上的相關：滇南安息香